# Дерулюфт
Русско-германское общество воздушных сообщений (по-немецки — Deutsch-Russische Luftverkehrs A.G., Deruluft; по-русски аббревиатура записывалась как «Дерулуфт», либо «Дерулюфт») — совместное советско-германское авиатранспортное предприятие, занимавшееся перевозками пассажиров и почты в Европе в 1920-е, 1930-е годы.

## История

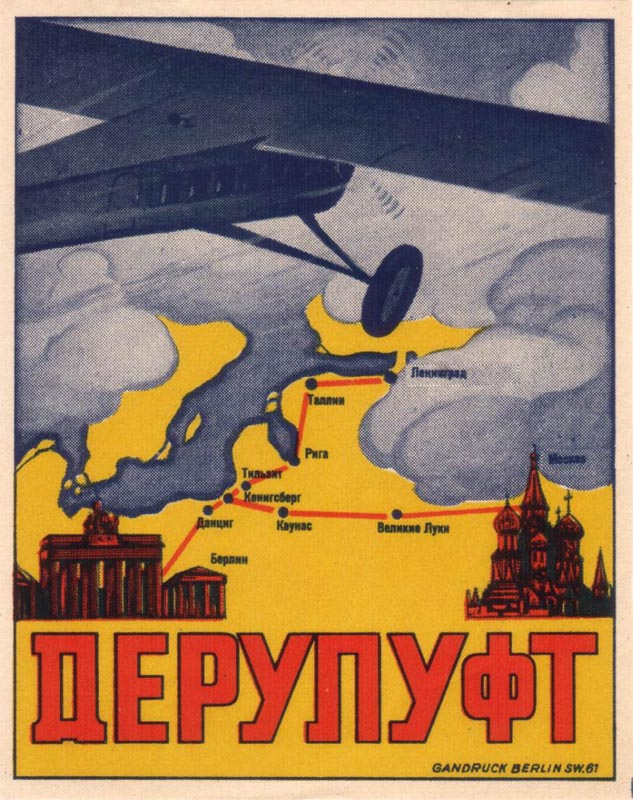
Рекламный плакат авиапредприятия

Общество было создано в ноябре 1921 года на основе концессионного соглашения между Советской Россией с одной стороны и германским обществом воздушных сообщений «Аэро Унион» с другой. Основной капитал общества составил 5 млн марок, половина внесена советской стороной, другая половина — германской. При этом все текущие расходы по эксплуатации авиалинии ложились на советскую сторону. Во главе общества было два директора, по одному от каждой стороны; лётчики и технический персонал состоял как из советских граждан, так и из германцев. Последним директором общества с советской стороны в 1935—1937 годах был М. О. Арнольдов. С 1924 года и германская сторона стала оплачивать эксплуатационные расходы в размере 30 %. В 1926 году «Аэро-Унион» влился в только что организованную авиакомпанию «Люфтганза», ставшую таким образом представителем «Дерулюфта» от германской стороны. С 1927 года расходы на содержание общества вновь изменились: советская сторона стала платить 45 %, германская — 55 %.

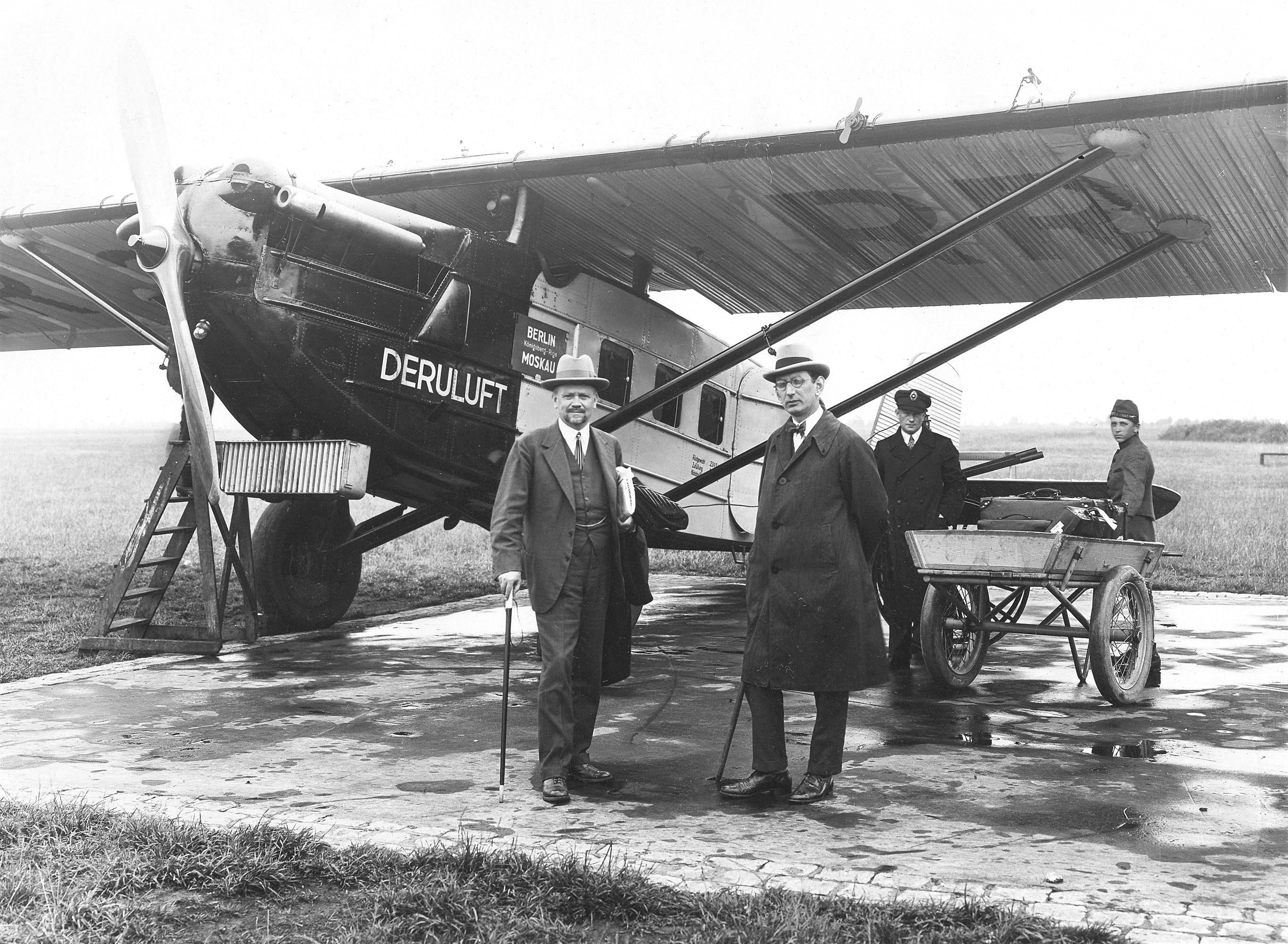
Самолёт «Дерулюфта» Дорнье Меркур

1 мая 1922 года авиапредприятие запустило свою первую авиалинию Москва — Смоленск — Ковно — Кёнигсберг, по которой перевозились почта и пассажиры. Самолеты общества имели опознавательные знаки на крыльях и корпусе в виде букв RR (Российская Республика), изображения герба РСФСР и надписи «Собственность Росс. Социал. Фед. Сов. Республики».
В 1925—1927 годах на линии имелась ещё дополнительная посадка в Риге. С 1928 года данная авиатрасса вернулась к первоначальному маршруту, а с 1933 года посадка вместо Смоленска стала производиться в Великих Луках. Для обслуживания линии в первые годы использовалось 10 самолётов Фоккер Ф3. Рейсы совершались дважды в неделю в 1922 году, трижды — в 1923, а в 1924 — шесть раз в неделю. До 1925 года авиалиния работала с 1 мая по 1 ноября, закрываясь на зимний период. Перелёт из Москвы в Кёнигсберг в 1925 году занимал 8,5 часов и стоил для одного пассажира 320 рейхсмарок или 76 долларов США.
В 1925 году линия Москва — Кёнигсберг была продлена до Берлина, а с 1926 года на ней стали осуществляться ночные полёты — одни из первых в мире; это сократило время в пути между столицами. В конце 1920-х авиакомпания начала использовать самолёты Дорнье Меркур. В 1928 году была открыта новая авиалиния Ленинград — Таллин — Рига, на которой для перевозок использовались самолёты Юнкерс Ф 13; в 1930 году эта линия была продлена до Кёнигсберга, а в 1933 до Берлина. В 1930-х авиапредприятие закупило самолёты Рорбах Роланд, АНТ-9 и Юнкерс Ю 52. На 1935 год перелёт Берлин — Москва длился 10 часов и стоил 160 рейхсмарок или 74 рубля; перелёт из Берлина до Ленинграда длился 9,5 часов при стоимости 140 рейхсмарок или 65 рублей. В 1936 году советско-германский концессионный договор был расторгнут, в следующем 1937 году общество прекратило свою деятельность.

## Показатели деятельности
| год                          | 1922   | 1923        | 1924        | 1925        | 1926        | 1927        | 1928        | 1929        |
| Перевезено пассажиров (тыс.) | (0,53) | 0,38 (0,62) | 0,55 (0,66) | 0,48 (1,39) | 1,12 (1,17) | 1,81 (4,01) | 2,51 (2,52) | 2,69 (2,41) |
| Перевезено почты (т)         | (1,05) | 1,5 (1,59)  | 2,3 (2,38)  | 5,4 (5,13)  | 12,8 (10,7) | 25,1 (25,6) | 28,3 (28,0) | 17,0 (16,7) |
| Перевезено грузов (т)        | (19,9) | 23,1 (20,6) | 34,5 (26,8) | 54,2 (38,5) | 25,8 (18,0) | 52,7 (38,5) | 69,5 (49,3) | 74,8 (59,7) |
| Налёт (тыс. км)              |        | 202         | 340         | 475         | 502         | 594         | 771         | 811         |
| Длина воздушных линий (км)   | 1246   | 1246        | 1246        | 1896        | 1896        | 1896        | 2116        | 2116        |
| Источник:                    |        |             |             |             |             |             |             |             |

| год                          | 1930        | 1931        | 1932        | 1933        | 1934        | 1935   | 1936   | 1937   |
| Перевезено пассажиров (тыс.) | 2,86 (2,85) | 3,66 (3,99) | 4,37 (3,95) | 7,42 (6,07) | 13,9 (13,2) | (17,3) | (19,6) | (1,48) |
| Перевезено почты (т)         | 27,2 (27,2) | 29,0 (29,1) | 24,3 (24,2) | 31,6 (31,6) | 57,0 (56,3) | (73,6) | (102)  | (21,0) |
| Перевезено грузов (т)        | 61,3 (49,9) | 87,5 (70,1) | 104 (78,2)  | 164 (109)   | 268 (205)   | (366)  | (430)  | (29,0) |
| Налёт (тыс. км)              | 918         | 903         | 985         | 1183        | 1462        |        |        |        |
| Длина воздушных линий (км)   | 2794        | 2794        | 2794        | 3268        | 3268        |        |        |        |
| Источник:                    |             |             |             |             |             |        |        |        |

| Статистика перевозок за 1933 год по авиалиниям (пассажиров): | Статистика перевозок за 1933 год по авиалиниям (пассажиров): | Статистика перевозок за 1933 год по авиалиниям (пассажиров): | Статистика перевозок за 1933 год по авиалиниям (пассажиров): | Статистика перевозок за 1933 год по авиалиниям (пассажиров): | Статистика перевозок за 1933 год по авиалиниям (пассажиров): | Статистика перевозок за 1933 год по авиалиниям (пассажиров): | Статистика перевозок за 1933 год по авиалиниям (пассажиров): | Статистика перевозок за 1933 год по авиалиниям (пассажиров): | Статистика перевозок за 1933 год по авиалиниям (пассажиров): | Статистика перевозок за 1933 год по авиалиниям (пассажиров): | Статистика перевозок за 1933 год по авиалиниям (пассажиров): | Статистика перевозок за 1933 год по авиалиниям (пассажиров): | Статистика перевозок за 1933 год по авиалиниям (пассажиров): |
| ------------------------------------------------------------ | ------------------------------------------------------------ | ------------------------------------------------------------ | ------------------------------------------------------------ | ------------------------------------------------------------ | ------------------------------------------------------------ | ------------------------------------------------------------ | ------------------------------------------------------------ | ------------------------------------------------------------ | ------------------------------------------------------------ | ------------------------------------------------------------ | ------------------------------------------------------------ | ------------------------------------------------------------ | ------------------------------------------------------------ |
|                                                              | янв.                                                         | фев.                                                         | март                                                         | апр.                                                         | май                                                          | июнь                                                         | июль                                                         | авг.                                                         | сент.                                                        | окт.                                                         | нояб.                                                        | дек.                                                         | год                                                          |
| Москва — Кёнигсберг                                          | 31                                                           | 37                                                           | 85                                                           | —                                                            | 125                                                          | 185                                                          | 267                                                          | 248                                                          | 241                                                          | 148                                                          | —                                                            | —                                                            | 1367                                                         |
| Берлин — Кёнигсберг                                          | 235                                                          | 251                                                          | 528                                                          | —                                                            | 444                                                          | 527                                                          | 692                                                          | 723                                                          | 608                                                          | 499                                                          | —                                                            | —                                                            | 4507                                                         |
| Ленинград — Кёнигсберг                                       | —                                                            | —                                                            | —                                                            | —                                                            | 183                                                          | 276                                                          | 313                                                          | 363                                                          | 303                                                          | 113                                                          | —                                                            | —                                                            | 1551                                                         |
| Источник:                                                    |                                                              |                                                              |                                                              |                                                              |                                                              |                                                              |                                                              |                                                              |                                                              |                                                              |                                                              |                                                              |                                                              |

## Катастрофы
6 ноября 1936 г. АНТ-9 номер Б-311, совершавший рейс из Кёнигсберга в Москву, потерпел катастрофу в 90 км от Москвы по Волоколамскому шоссе. Погибли пилот первого класса Кобаев, бортмеханик Евдокимов и 7 пассажиров, в т. ч. 2 гражданина Японии  К. Ясудзи и Фурусова-Кугуионо.